# Oberonia hosokawae
Oberonia hosokawae är en orkidéart som beskrevs av Noriaki Fukuyama. Oberonia hosokawae ingår i släktet Oberonia och familjen orkidéer. Inga underarter finns listade i Catalogue of Life.